# Justina Di Stasio
Justina Renay Di Stasio (Burnaby, 22 novembre 1992) è una lottatrice canadese, specializzata nella lotta libera, campionessa mondiale nella categoria 72 kg a Budapest 2018.

## Palmarès
- Mondiali

Parigi 2017: bronzo nei 75 kg.
Budapest 2018: oro nei 72 kg.
- Giochi panamericani

Toronto 2015: argento nei 75 kg.
Lima 2019: oro nei 76 kg.
- Campionati panamericani

Città del Messico 2014: bronzo nei 67 kg.
Santiago del Cile 2015: oro nei 75 kg.
Frisco 2016: oro nei 75 kg.
Lauro de Freitas 2017: oro nei 75 kg.